# Sarroux
Sarroux (Sarron auf Okzitanisch) ist eine Ortschaft und eine Commune déléguée in der französischen Gemeinde Sarroux-Saint Julien mit 444 Einwohnern (Stand: 1. Januar 2019) im Département Corrèze in der Region Nouvelle-Aquitaine. 

## Geografie
Sarroux liegt im Zentralmassiv westlich der Talsperre von Bort-les-Orgues und damit auch unweit zur Grenze zum Département Cantal.
Tulle, die Präfektur des Départements, liegt ungefähr 75 Kilometer südwestlich, Ussel etwa 20 Kilometer nordwestlich und Bort-les-Orgues rund 7 Kilometer leicht südöstlich.
Nachbargemeinden der Gemeinde Sarroux waren Monestier-Port-Dieu im Norden, Beaulieu im Nordosten, Lanobre im Osten, Bort-les-Orgues im Südosten, Bort-les-Orgues im Südosten sowie Saint-Julien-près-Bort im Südwesten und Westen.

### Verkehr
Der Ort liegt ungefähr 25 Kilometer südöstlich der Abfahrt 23 der Autoroute A89.

## Geschichte
Die Gegend um Sarroux weist schon seit der Jungsteinzeit Besiedlungsspuren auf. Gallisch-römische Kultstätten wie im nahegelegenen Margerides bezeugen einen regen Austausch zwischen diesen Kulturen während der Antike. Seit 507 ist dann in Sarroux eine Kirche nachgewiesen und im 7. Jahrhundert entstand in diesem Ort eine Münzwerkstatt. Bis zum großen Aderlass durch den Hundertjährigen Krieg und die Pest im 14. Jahrhundert war die Bevölkerung der Region ständig gewachsen, so errichteten die Ritter von Bort zur Sicherung der Region im 15. Jahrhundert das Château Pierrefitte. Doch wieder griffen weltgeschichtliche Ereignisse wie die Französische Revolution und die beiden Weltkriege negativ die Entwicklung von Sarroux ein. Durch den Bau des Staudammes von Bort-les-Orgues im Jahre 1952 verlor die Gemeinde dann wichtige Agrarflächen, Straßen, die Eisenbahnanbindung und bedeutende Gebäude, sie gewann im Gegenzug dafür aber eine große touristische Attraktivität.
Die Gemeinde Sarroux schloss sich am 1. Januar 2017 mit Saint-Julien-près-Bort zur Commune nouvelle Sarroux-Saint Julien zusammen und ist seither ein Ortsteil dieser Gemeinde.

## Einwohnerentwicklung
| Jahr      | 1962 | 1968 | 1975 | 1982 | 1990 | 1999 | 2007 | 2016 |
| Einwohner | 451  | 426  | 375  | 361  | 362  | 379  | 428  | 439  |

## Sehenswürdigkeiten
- Das Château de Pierrefitte, ein Profanbau aus dem 15. Jahrhundert, ist seit dem 19. März 1927 als Monument historique klassifiziert.[3]
- Die Kirche Saint-Barthélémy, ein Sakralbau aus dem 8. Jahrhundert.[4]
- Der 860 Meter hohe Puy de Bort  mit seinen Basalt-"Orgeln", eine Felsformation von 80 bis 100 m hohen Vulkannadeln, mit Wanderweg und Aussichtspunkt.[5]